# Robert Köstenberger
Robert Köstenberger (ur. 15 stycznia 1957 w Linzu) – austriacki judoka. Dwukrotny olimpijczyk. Trzynasty w Moskwie 1980 i Los Angeles 1984 w kategorii 95 kg. Piąty na mistrzostwach świata w 1979 i 1981. Zdobył trzy medale na mistrzostwach Europy, w tym złoty w 1982. Zdobył pięć medali na MŚ wojskowych. Startował w Pucharze Świata w 1989 roku.
Szesnastokrotny medalista kraju; pierwszy w latach 1976 –1987 i 1989.
- Turniej w Moskwie 1980

Przegrał z Dietmarem Lorenzem z NRD i odpadł z turnieju.
- Turniej w Los Angeles 1984

Wygrał z Rogerem Vachonem z Francji i przegrał z Włochem Juri Fazim.